# José Antonio de la Loma
José Antonio de la Loma Hernández (Barcelona, 4 de marzo de 1924-Barcelona, 6 de abril de 2004) fue un director y guionista de cine español.

## Biografía
Hijo de militar, al principio dedicó su vida a la enseñanza, y ejerció como maestro de escuela en el popularmente llamado Barrio Chino de Barcelona en los años 1940, pero ya desde su época universitaria, y a través del Teatro Español Universitario, comenzó a interesarse por el mundo de la interpretación y fundó, junto a Juan Germán Schroeder Bilhère, la compañía El Corral.
Debuta en el cine en 1953, adaptando La hija del mar, de Ángel Guimerá. Tras rodar algunos spaghetti westerns durante los años 1960, viró hacia un cine de crítica social, en el que quiso reflejar la forma de entender la vida y la muerte de los jóvenes delincuentes surgidos en el seno de una nueva clase urbana, asentada en los barrios marginales de las grandes ciudades como consecuencia de la emigración de los años sesenta y setenta. Fue de este modo como De la Loma inició el género cinematográfico conocido como cine quinqui.
En esos títulos tuvieron cabida, como intérpretes no profesionales, adolescentes de baja extracción social que en algunos casos no hacían sino interpretar sus propias vidas. Era el caso de Juan José Moreno Cuenca, el actor de Yo, «el Vaquilla» (1985), y Ángel Fernández Franco, protagonista de Perros callejeros (1977), Perros callejeros II: Busca y captura (1979) y Los últimos golpes de «el Torete» (1980), tres de sus películas más emblemáticas. El auténtico final de la actriz, en este caso profesional, Sonia Martínez, protagonista de Perras callejeras, tampoco dista mucho del que podía haber sufrido su personaje de Berta.
También cultivó la literatura, en particular con las novelas Sin la sonrisa de Dios (1949), Estación de servicio, El undécimo mandamiento y El grito de la libertad (1976).
Falleció el 6 de abril de 2004, a los 80 años de edad, y sobrevivió, por tanto, durante cuatro meses a quien fue tal vez la más popular de sus criaturas de celuloide, el delincuente Juan José Moreno Cuenca, El Vaquilla, a quien dirigió en un par de ocasiones (la más conocida, "Yo, el Vaquilla", 1985), y de quien había sido algo así como su mentor, padre putativo y contable. Sus restos mortales recibieron sepultura en el Cementerio de Les Corts de Barcelona.

## Filmografía
| - Las manos sucias (1957) - Un mundo para mí (1959) - Fuga desesperada (1961) - Vivir un largo invierno (1964) - Toto de Arabia (1964) - ¿Por qué seguir matando? (1965) - Misión en Ginebra (1967) - Samtpfötchen dreht sein letztes Ding (1968) - Monza Grand Prix (1968) - El magnífico Tony Carrera (1968) - La ciudad flotante (1968) - Nueva York insólito (1969) - Islas Vírgenes: Santo Tomás (1969) | - Islas del Caribe: Barbados (1969) - Indianápolis (1969) - Las Bahamas Nassau (1969) - Golpe de mano (Explosión) (1970) - La redada (1971) - Timanfaya (1972) - El más fabuloso golpe del Far-West (1972) - El último viaje (1974) - Metralleta 'Stein' (1975) - La nueva Marilyn (1976) - Las alegres chicas del Molino (1977) - Perros callejeros (1977) | - Nunca en horas de clase (1978) - Perros callejeros II: Busca y captura (1979) - Los últimos golpes de «El Torete» (1980) - Jugando con la muerte (1982) - Goma-2 (1984) (como J. Anthony Loma) - Yo, "el Vaquilla" (1985) - Perras callejeras (1985) - Escuadrón (1988) - Pasión de hombre (1989) - Oro fino (1989) - Lolita al desnudo (1991) - Tres días de libertad (1996) |

## Premios
Medallas del Círculo de Escritores Cinematográficos
| Año  | Categoría     | Película         | Resultado |
| ---- | ------------- | ---------------- | --------- |
| 1957 | Mejor guion   | Las manos sucias | Ganador   |
| 1957 | Premio Jimeno | Las manos sucias | Ganador   |